# Miami (canção)
"Miami" é uma canção escrita por Adam Duritz, Charlie Gillingham e David Immerglück, gravada pela banda Counting Crows.
É o segundo single do quarto álbum de estúdio lançado em 2002, Hard Candy.